# Elatostema brongniartianum
Elatostema brongniartianum es una especie de planta del género Elatostema, perteneciente a la familia Urticaceae.

## Taxonomía
Elatostema brongniartianum fue descrita por Hugh Algernon Weddell en 1854.

## Distribución
Se encuentra en el territorio de Filipinas.